# Hans Kadich von Pferd

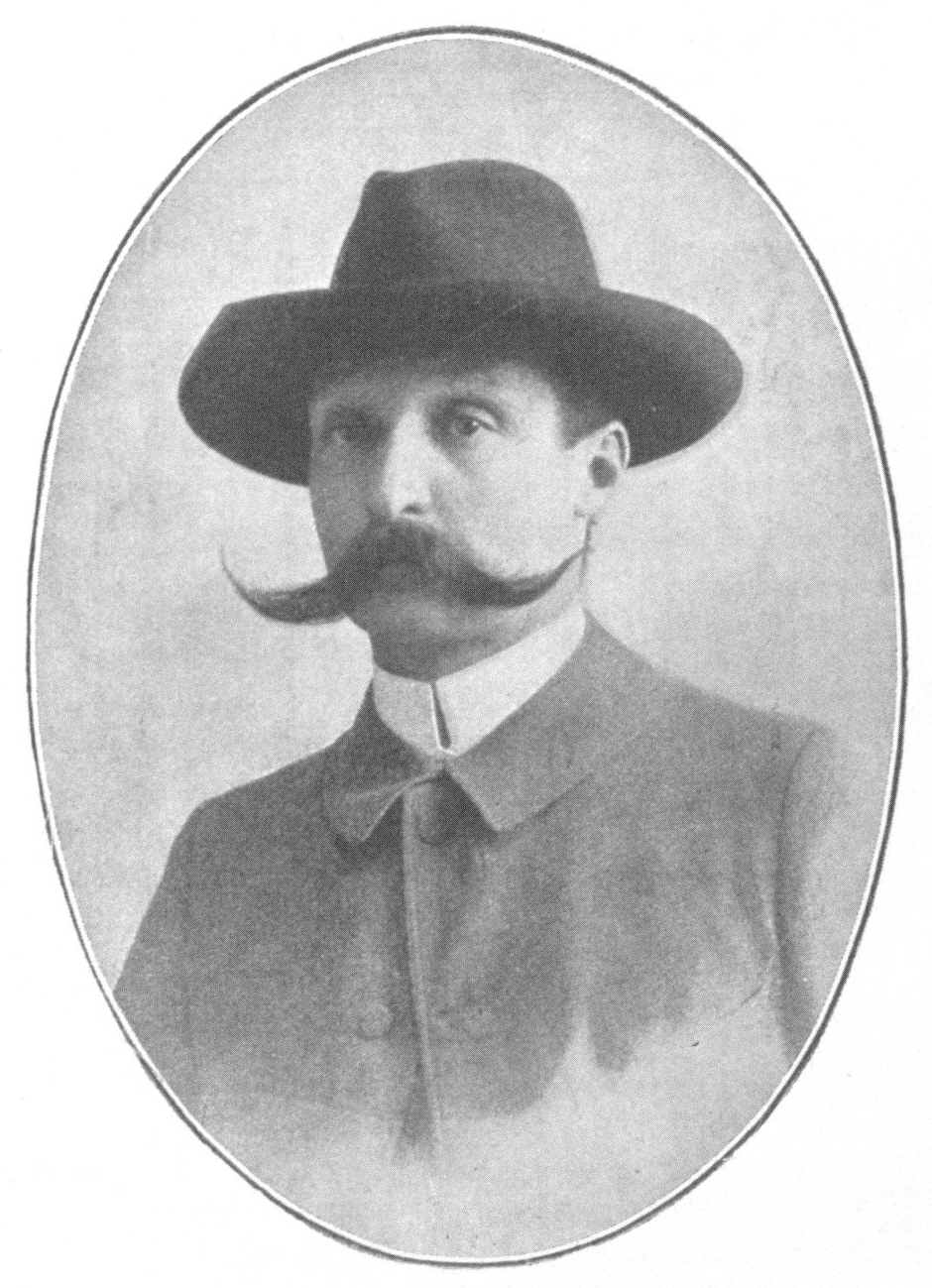
Hans Kadich von Pferd (Aufnahme vor 1904)

Hans Maria Kadich von Pferd (* 12. Januar 1864 in Brünn; † 7. September 1909 in Hamburg) war ein Naturwissenschaftler und Jagdschriftsteller, insbesondere ein Erzähler.
Sein Vater Heinrich war ein K&K Generalmajor und bedeutender Pferdezüchter, sein Bruder Heinrich Kadich von Pferd ein bedeutender Heraldiker und Genealoge.
1876 wurde er von seinen Eltern nach Wien geschickt zur Schule, da er in der Heimat aufgrund seiner Naturliebe und Wildheit sehr schlechte Zensuren hatte.
Er erlangte das Reifezeugnis auf der Theresianischen Adelsakademie in Wien.
Hiernach begann er 1883 ein Studium der Medizin und Naturwissenschaften an der Universität in Wien. Während seines Studiums wurde er 1883 Mitglied der Burschenschaft Silesia Wien, der er bis 1894 angehörte. 1887 wurde er zum Dr. phil. promoviert. Bereits 1884 wurde er an das dortige zoologische Hofkabinett berufen. 1885 machte Kadich eine Studienreise in die Herzegowina. 
1893/94 brach er zu seiner ersten Jagdreise nach Nordamerika auf von der er 1901 zurückkehrte. 1894 ließ er sich anfänglich als sich vorübergehend angesehener Arzt in Chicago nieder, bis er von Abenteuerlust übermannt zu seiner Reise aufbrach, die ihn fast überall in Nordamerika führte.
1903 wurde er Hofjagdleiter im Dienst des Prinzen Alexander von Oldenburg. Ausgedehnte Expeditionen in Russland und vor allem den Kaukasus folgten. In den Wirren der Kriege in Russland zurück nach Österreich geflohen wurde er 1905 an die Wiener Hochschule für Bodenkultur berufen. 
Im Januar 1909 bereitete er die zweite große Expedition nach Alaska vor im Auftrage des Großindustriellen Baron Rudolf von Gutmann. Schwer erkrankte er während der Überfahrt auf dem Rückweg, verstarb bei Ankunft in Hamburg und ist auf dem Ohlsdorfer Friedhof beerdigt.
Hans Kadich von Pferd war Mitglied in verschiedenen Jagdvereinen und Hundevereinen im In- und Ausland, auch in Amerika.
Als Jagdschriftsteller hatte er sich den Alternativnamen Hans Waldlieb zugelegt.
Hans von Kadich war verheiratet mit Conradine von Kadich und hatte einen Sohn.

## Werke
Kleine Arbeiten waren
- nach Studienreisen feuilletonistischen Beiträgen in Zeitungen einschließlich Vorträge
- Verfasser von Fachschriften, bes. über Jagdwesen und der Ornithologie
- "Hamsibeg. Ein Roman aus den Gebirgswildnissen der Balkanhalbinsel", Wien 1903
- Aus dem Tagebuch eines Fährtensuchers, 1888
- Die deutschen Vorstehhunde, 1888
- Die Fauna der Herzegowina, 1888
- Im Zeichen der Schwalbe, 1884/1886
- Waldfahrten, 1887
- St. Georg, 1886

Postum von seiner Frau Conradine von Kadich herausgegebene drei große Werke von ihm der Reihe Jagd und Waldfahrten:
- Aus Österreichs Bergen, Neumann Neudamm, 1913
- Im amerikanischen Busch, Neumann Neudamm, 1913
- Erlebnisse im Kaukasus, Neumann Neudamm, 1913